# Scranciola livida
Scranciola livida är en fjärilsart som beskrevs av Sergius G. Kiriakoff 1962. Scranciola livida ingår i släktet Scranciola och familjen tandspinnare. Inga underarter finns listade.